# Olegário Benquerença
Olegário Benquerença (n. 18 octombrie 1969, Batalha) este un arbitru portughez de fotbal. El a arbitrat câteva zeci de meciuri în UEFA Champions League și Cupa UEFA, precum și meciuri din Calificările pentru Campionatul Mondial de Fotbal 2006, Preliminariile Campionatului European de Fotbal 2008 și Calificările pentru Campionatul Mondial de Fotbal 2010.
A fost unul din arbitrii turneului final la Campionatul Mondial de Fotbal 2010.